# Naissance en 956
Naissance
- 952
- 953
- 954
- 955
- 956
- 957
- 958
- 959
- 960

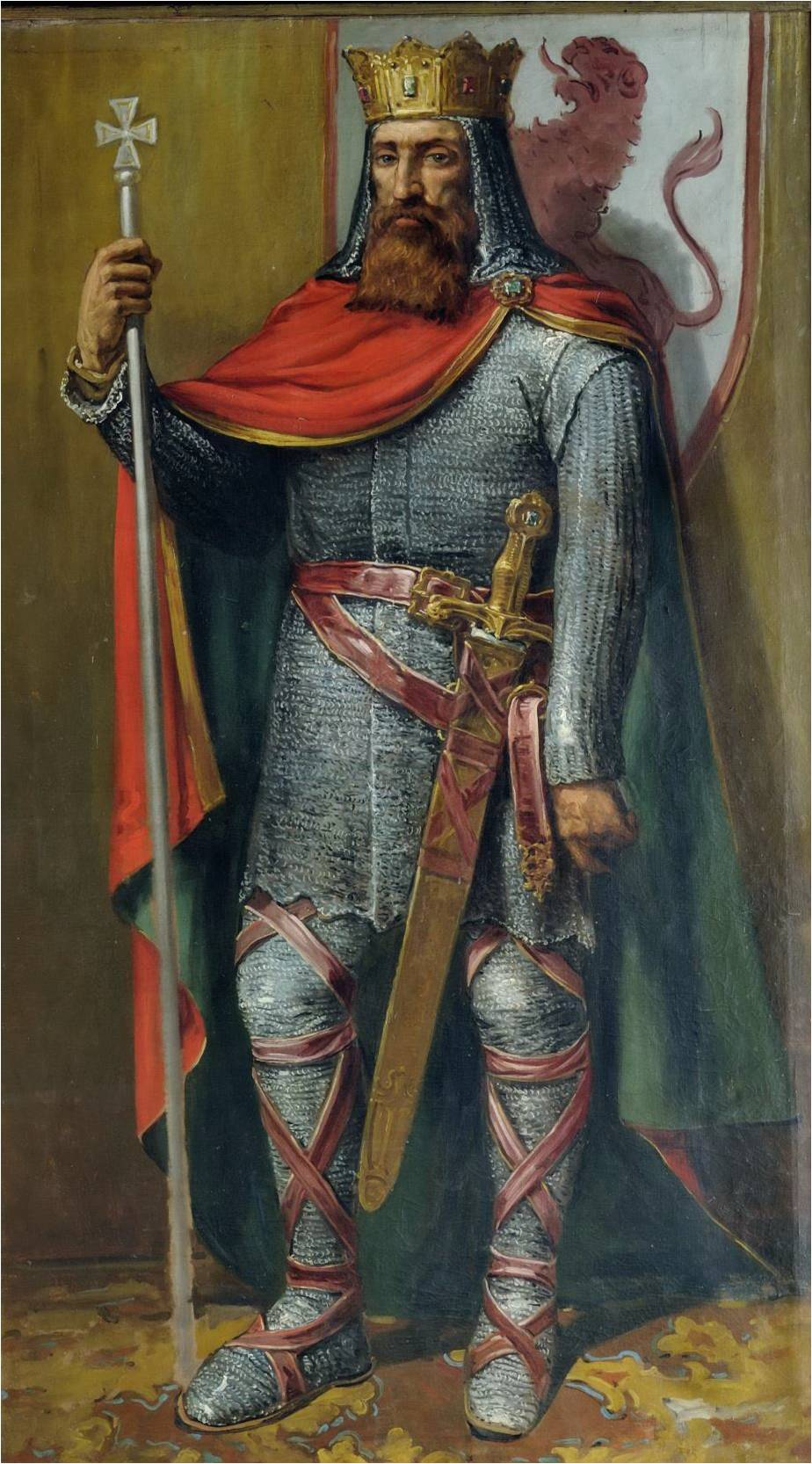
Bermude II de León, né en 956.

Cette page dresse une liste de personnalités nées au cours de l'année 956 :
- Akazome Emon, poétesse japonaise de waka.
- Bermude II de León,  dit Bermude le Goutteux, roi du León, des Asturies et de Galice
- Siegfried II comte de Stade.

## Crédit d'auteurs
- Cet article est partiellement ou en totalité issu de l'article intitulé « 956 » (voir la liste des auteurs).